# Tipula forticauda
Tipula forticauda är en tvåvingeart som beskrevs av Alexander 1936. Tipula forticauda ingår i släktet Tipula och familjen storharkrankar. Inga underarter finns listade i Catalogue of Life.